# 140er
Portal Geschichte | Portal Biografien | Aktuelle Ereignisse | Jahreskalender | Tagesartikel

◄ |
1. Jh. |
2. Jahrhundert
| 3. Jh. | ►

◄ |
110er |
120er |
130er |
140er
| 150er | 160er | 170er | ►

140 |
141 |
142 |
143 |
144 |
145 |
146 |
147 |
148 |
149

## Ereignisse
- Claudius Ptolemäus veröffentlicht sein Almagest: Höhepunkt und Abschluss der antiken geozentrischen Astronomie.
- 142 bis 144: Bau des Antoninuswalls in den schottischen Lowlands.
- 144: Marcion wird exkommuniziert.